# الديمقراطية الاشتراكية

شعار يرمز إلى الديمقراطية الاشتراكية

الديمقراطية الاشتراكية أو الديمقراطية الاجتماعية هي إيديولوجيا سياسية تدعو إلى تدخل اقتصادي واجتماعي من قبل الحكومة لترسيخ العدالة الاجتماعية ضمن إطار النظام الرأسمالي، صياغة سياسات للدفع باتجاه الدولة الرفاه، ترتيب المفاوضة المشتركة، تنظيم الاقتصاد بما يخدم المصلحة العامة، إعادة توزيع المداخيل والثروات، والالتزام بالديمقراطية التمثيلية. تتبنى الديمقراطية الاشتراكية نظام الاقتصاد المختلط واقتصاد السوق الاجتماعي. تهدف الديمقراطية الاجتماعية لتحسين حالات المساواة والديمقراطية والتضامن المجتمعي في المجتمع الرأسمالي.وتوفير العيش الكريم والمساهمة في الإبداع والابتكار. هذا النوع من الاقتصادات في شمال أوروبا فيما أصبح يعرف بالرأسمالية النوردية أو النموذج الاسكندنافي.

## التاريخ

### النشأة

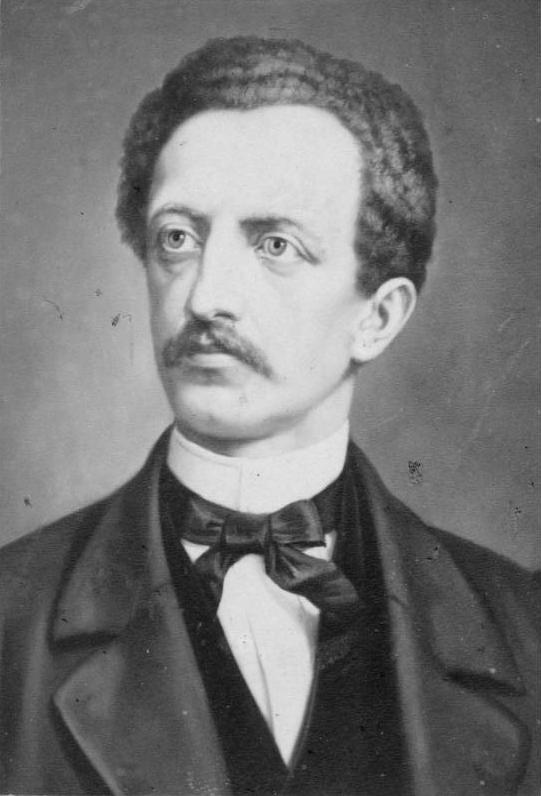
فرديناند لاسال

يعود أصل الديمقراطية الاشتراكية إلى ستينات القرن التاسع عشر، مع ظهور أول تنظيم اشتراكي من هذا النوع في ألمانيا: «الرابطة العامة للعمال الألمان»، والتي كانت بقيادة فرديناند لاسال. وعلى الرغم من عدم كونه ماركسياً، كان لاسال متأثراً بنظريات ماركس وأنجلز، لكن سياسته كانت بشكل رئيسي إصلاحية وانتخابية. كانت صحيفة الرابطة تصدر باسم "Die Sozialdemokrat" («الديمقراطي الاشتراكي»). ضمت الرابطة بعض الاشتراكيين الماركسيين كفيليم ليبكنخت وأوغست بيبل، مما أدى إلى نشوب خلافات بين الجناح اللاسالي الذي أيد الدولة البروسية وتتطلع إلى التحالف مع الإقطاع والمستشار بيسمارك، وبين الجناح الماركسي الذي عارض بشدة هذه المواقف والتوجهات. انشق كل من ليبكنخت وبيبل، ومعهم الجناح الماركسي عن الرابطة، وأسسو في عام 1869 «حزب العمال الديمقراطي الاشتراكي».

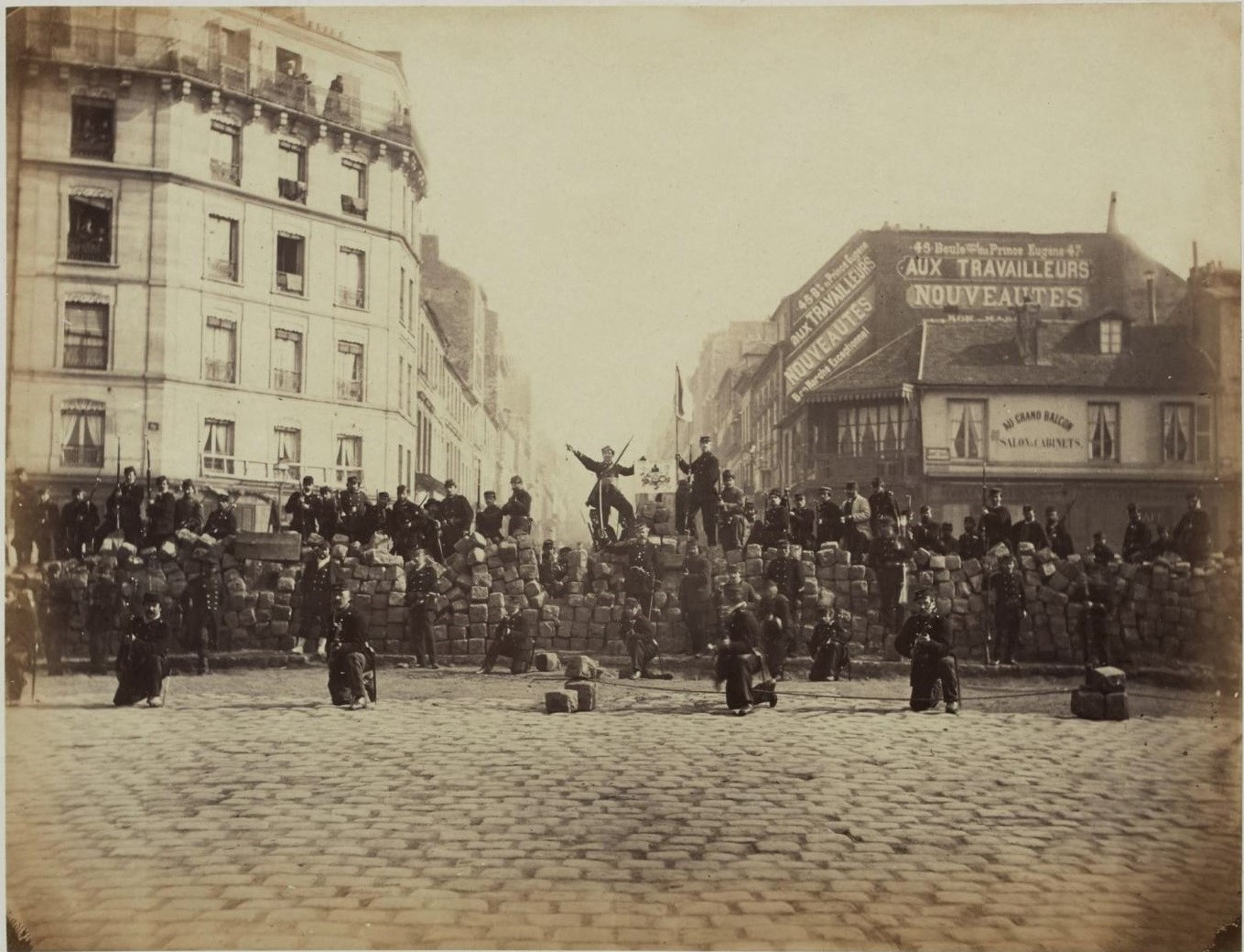
قوى الكمونة الثورية عند أحد المتاريس في باريس

لم يكن حزب العمال الديمقراطي الاشتراكي حزباً ماركسياً بشكل رسمي. بيد أنه كان أول منظمة عمالية بقيادة ماركسية، وكان كل من ماركس وإنجلز على علاقة مباشرة بالحزب.
تفاقمت حدة الخلافات بين الحزب والرابطة عند اندلاع الحرب البروسية- الفرنسية التي أيدتها الرابطة، بينما عارضها الحزب، بوصفها حرباً إمبريالية توسعية.

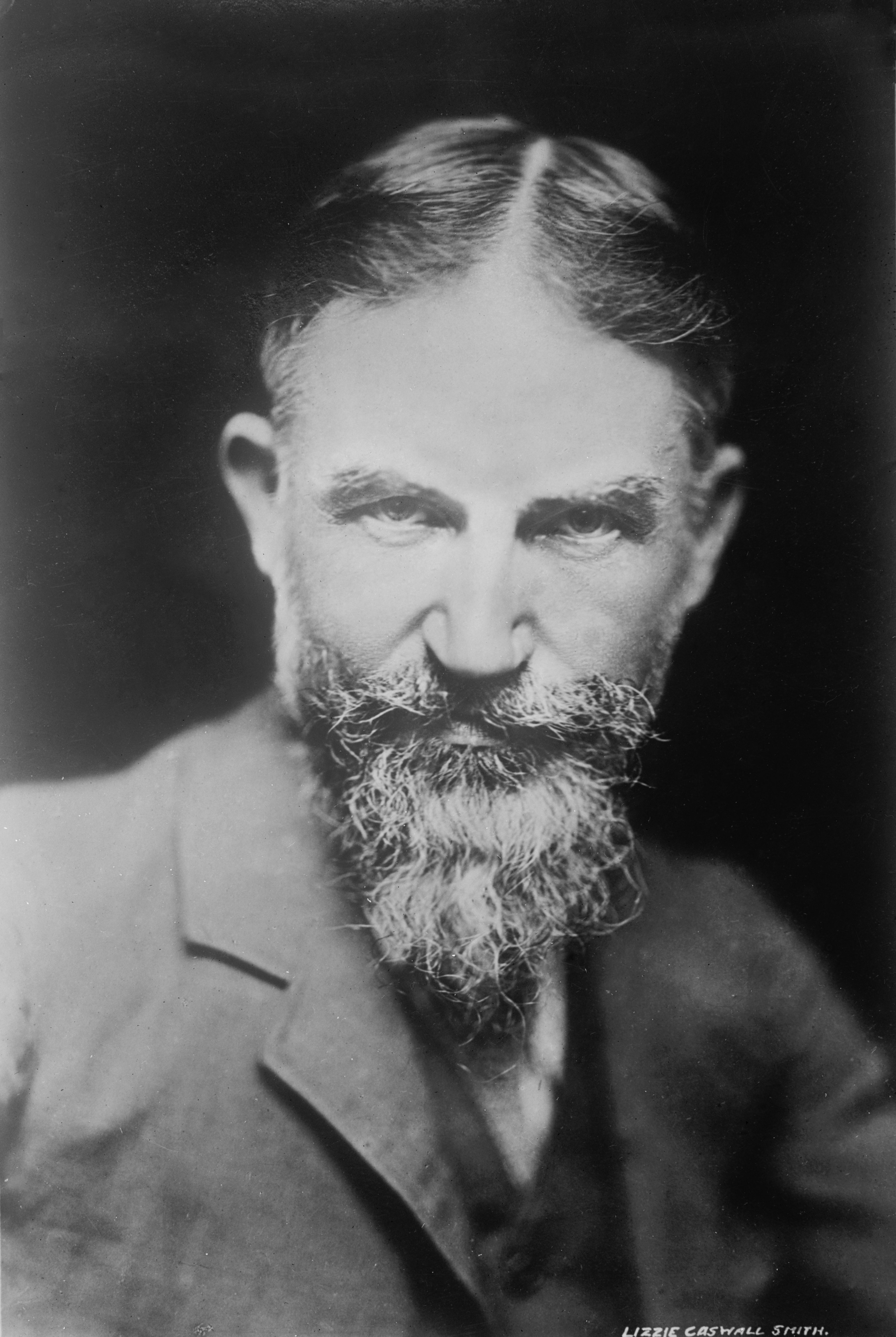
جورج برنارد شو

اندلعت الثورة في فرنسا، نتيجة لخسارتها الحرب، ونظمت انتخابات لمجلس كمونة باريس التي تلقت الدعم من معظم قاطني العاصمة، بغض النظر عن انتمائهم الطبقي. فبالإضافة إلى الطبقة العاملة التي كونت قاعدة الدعم الرئيسية للكمونة، حظيت الكمونة بدعم التجار وأصحاب المحال وبرجوازية الطبقة الوسطى. ضمت الكمونة خمسة وعشرين يعقوبياً، وخمسة عشر إلى عشرين برودونياً ونقابياً، وتسعة أو عشرة بلانكيين، وخليطاً متنوعاً من الجمهوريين الراديكاليين، بالإضافة إلى بضعة أممين متأثرين بماركس.
في أعقاب انهيار كومونة باريس عام 1871، أشاد ماركس بها في مؤلفه «الحرب الأهلية في فرنسا» (1871)، وأكد على تأييده للديمقراطية التمثيلية المستندة على الاقتراع العام التي أقامتها. حيث رأى بها نموذجاً ممتازاً لدكتاتورية البروليتاريا، على الرغم من تأثيراتها البرجوازية، حيث أنها حطمت جهاز الدولة البرجوازية البيروقراطية وأقامت دولة ديمقراطية ذات شعبية واسعة.
في مؤتمر لاهاي عام 1872، عدل ماركس موقفه حول ضرورة قيام ثورة عنيفة لإنجاز الاشتراكية، من خلال الأخذ بعين الاعتبار المؤسسات المختلفة في كل بلد، حيث أعلن ماركس من خلال المؤتمر:
«نحن نعلم بأن ثقافة وتقاليد ومؤسسات كل بلد يجب أن تأخذ بعين الاعتبار. ونحن لا ننفي وجود أمريكا وإنجلترا، ويمكن أن أضيف هولندا، حيث بإمكان العمال نيل حقوقهم بالطرق السلمية. لكن هذا لا ينطبق على كل البلدان.»
- ماركس (1872) 
تحدث ماركس، عام 1878، عن إمكانية قيام حكومة منتخبة مكونة من مشرعين عماليين، تكون أيضاً مستعدة لاستخدام القوة، فقط في حال تعرضها للعنف:
«سيكون بإمكان العمال، إن حصلوا على أغلبية في البرلمان أو في الكونغريس في إنجلترأ وأمريكا، أن يتخلصوا، بطرق قانونية، من القوانين والمؤسسات التي تعيق تقدمهم وتطورهم. لكنهم لن يتمكنوا من القيام بذلك، إلا عند وصول المجتمع إلى درجة كافية من النضج. ومع ذلك، يمكن لهذه الحركة» السلمية«أن تتحول إلى حركة» قسرية«، في حال تعرضها لمقاومة من قبل أولئك المهتمين بإعادة الوضع السابق (كما في الحرب الأهلية الأمريكية والثورة الفرنسية)، حيث تم إيقافهم بالقوة بصفتهم متمردين على قوة» قانونية". "
– ماركس (1878) 
قدم فريدريك أنجلز، في دراسته عن إنجلترا في عام 1845 و 1885، تحليلاً للتغيرات التي طرأت على النظام الطبقي في بريطانيا بين عامي 1845-1885، وأثنى على حركة «التشارتيين» لتحقيقها إنجازات غير مسبوقة لمصلحة الطبقة العاملة. أعلن أنجلز أن البرجوازية الصناعية أدركت خلال هذه الفترة أنها لن تستطيع بسط سلطتها السياسية والاجتماعية على كامل الأمة، دون مساعدة الطبقة العاملة. كما لاحظ أن تبدلاً تدريجياً قد طرأ على العلاقة بين الطبقتين. حيث تجلى هذا التبدل من خلال التغيير الحاصل في القوانين في بريطانيا، الذي منح تبدلات سياسية لصالح الطبقة العاملة، طالبت بها حركة «التشارتيين» لسنوات:
«إن إلغاء» شرط الملكية«والتصويت عن طريق صندوق الاقتراع هو الآن القانون السائد. حيث أن قوانين الإصلاح لعامي 1867 و 1884 نهجت نهجاً قريباً من» الاقتراع العام«. على الأقل مثل هذا موجود الآن في ألمانيا»
- أنجلز (1885)
لعبت الجماعة الفابية، منذ تأسيسها عام 1884 في بريطانيا، دوراً هاماً في تطور الديمقراطية الاشتراكية، حيث كانت من أبرز الحركات الاشتراكية اللا-ماركسية في القرن التاسع عشر. وعلى عكس الماركسية، لم تروج الفابية لنفسها كحركة تقودها الطبقة العاملة، حيث كان معظم أعضائها من الطبقة الوسطى. نشرت الجماعة عام 1889 مجموعة من المقالات، بقلم جورج برنارد شو، الذي كان عضواً فيها. والذي أعلن أن الفابيين هم:
«كل الديمقراطيين الاشتراكيين الموقنين بضرورة تخويل إدارة الصناعة ووسائل الإنتاج لدولة كل الشعب، عن طريق الديمقراطية الكاملة.»
- جورج برنارد شو -
كما كان سيدني ويب، المهندس الرئيس لسياسات الجمعية، من الاشتراكيين المبكرين البارزين، وأحد ملهمي الحركة العمالية البريطانية.

### سجال الإصلاح أم الثورة

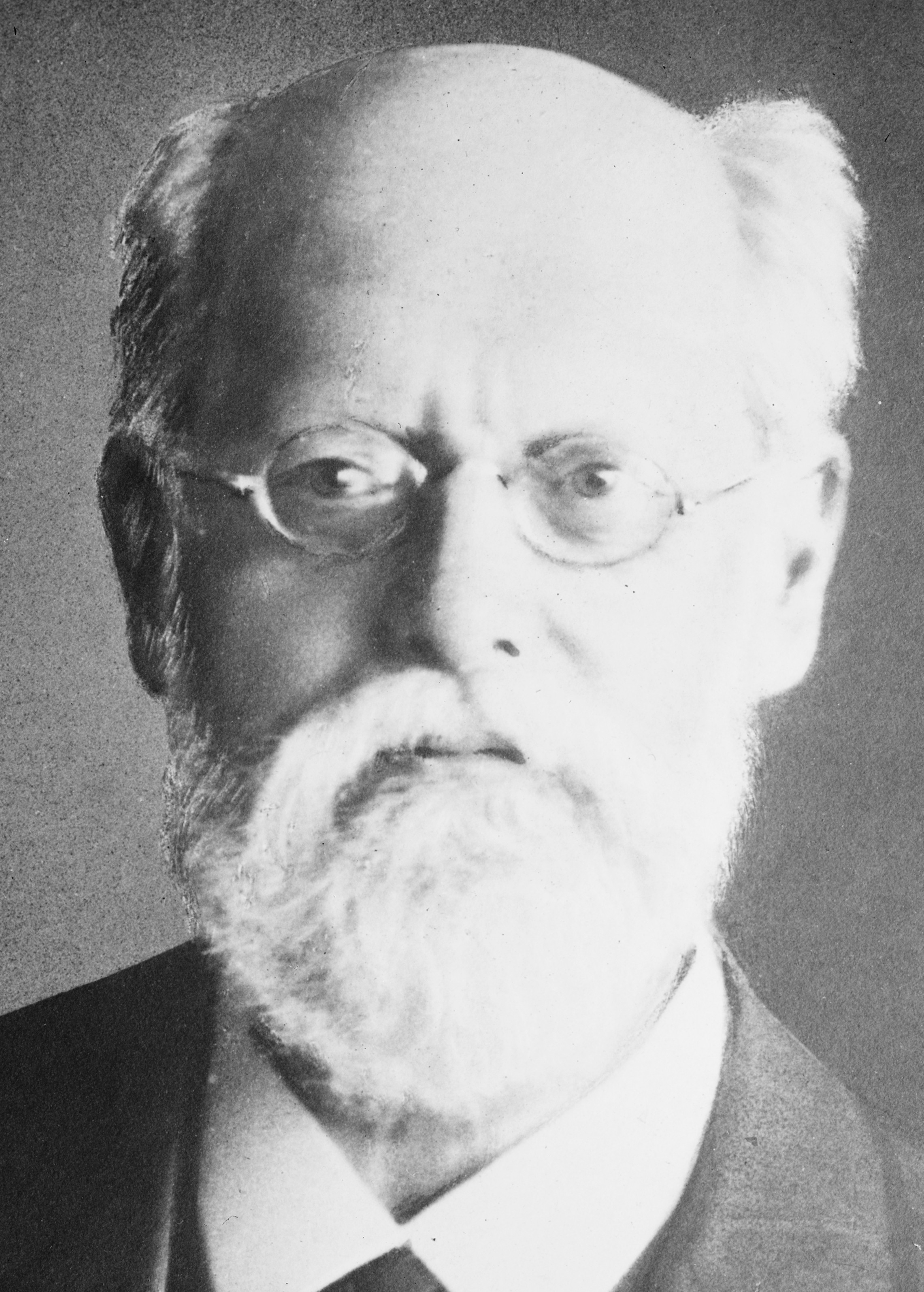
كارل كاوتسكي

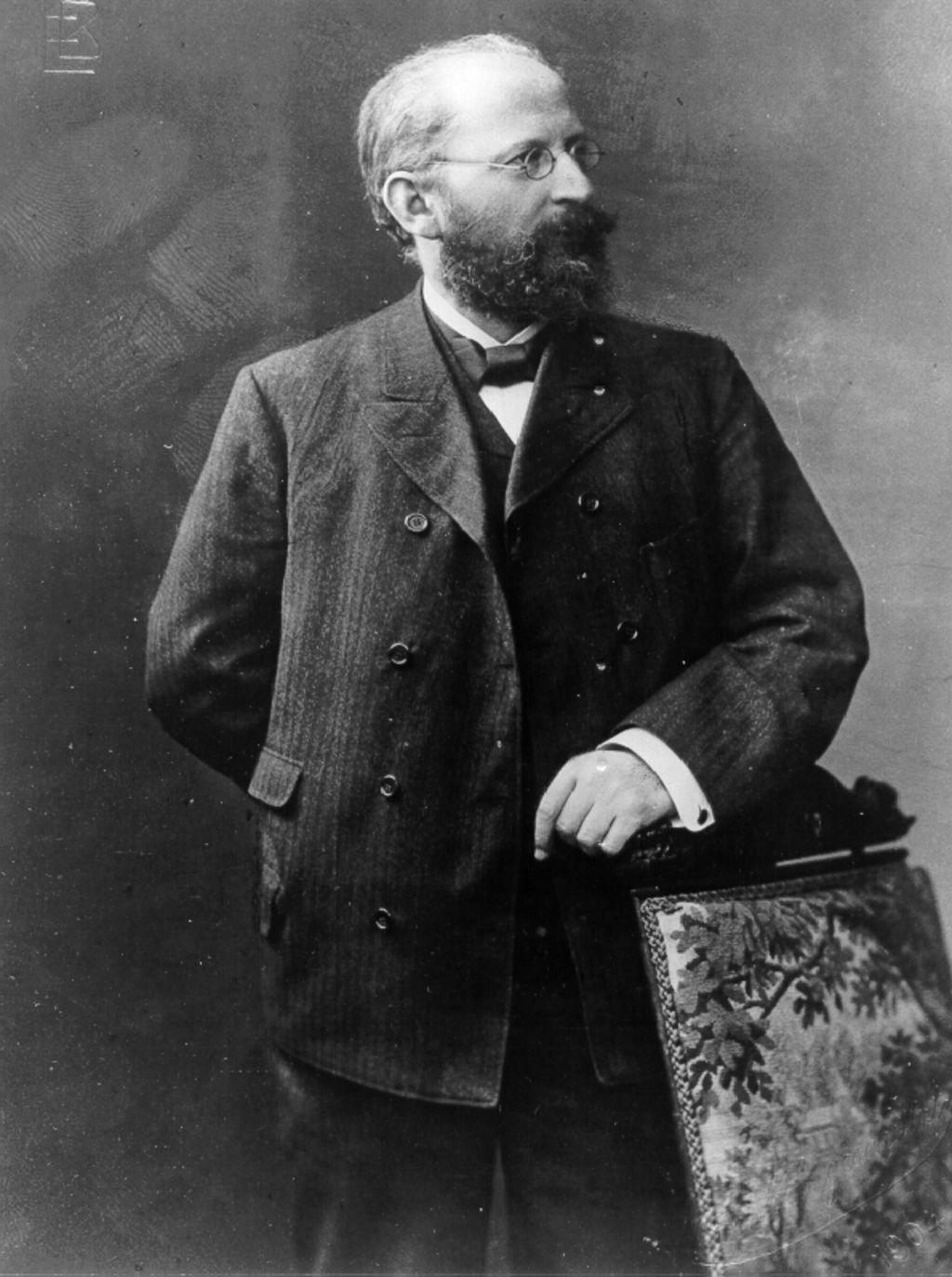
إدوارد برنشتاين

ظهرت تطورات كبيرة في الديمقراطية الاشتراكية مع صعود إدوارد برنشتاين، داعية الاشتراكية التدريجية، والمتمسك بالماركسية مع ذلك، أواخر القرن التاسع عشر.
قدم برنشتاين، القيادي في الحزب الديمقراطي الاشتراكي الألماني، وصديق فردريك أنجلز، مراجعة نظرية لبعض الأفكار والمنطلقات الماركسية التي اعتبرها منتهية الصلاحية كالثورة الاجتماعية ومفهوم الصراع الطبقي. انتقد برنشتاين الفهم المادي للتاريخ لاستناده على الديالكتيك الهيغلي الذي رفضه. كما ادعى بأن الانتقال إلى الاشتراكية سيكون عبر الديمقراطية التمثيلية البرلمانية ومن خلال التعاون بين كافة الطبقات. واعتبر بأن التعايش بين القطاع العام والخاص سيسود لفترة طويلة قبل أن تتحول الملكيات الخاصة من تلقاء نفسها إلى تعاونيات.
كان برنشتاين يقول، بعد تحوله للمراجعة، بأنه يستند إلى كتابات ماركس وأنجلز المتأخرة، التي اعتبرها «ماركسية ناضجة» أكثر من ماركسية ما قبل سحق كومونة باريس عام 1871.
أكد برنشتاين بأن الطبقة العاملة ليست طبقة واحدة متجانسة، كما يشير «البيان الشيوعي»، بل هي طبقة تتألف، بالواقع، من أقسام وآراء متنوعة، حيث أن وجود نقابات بعضها اشتراكي وبعضها الآخر غير اشتراكي خير دليل على ذلك. كما أكد على أن الطبقة الوسطى ليست بحكم الزوال، بل هي آخذة بالاتساع المطرد. والجدير بالذكر بأن ماركس كان قد أشار بأن الطبقة الوسطى لم تكن على وشك الاختفاء في مؤلف «نظريات فائض القيمة»، ولكن، ونظراً لشهرة «البيان الشيوعي»، بقيت إشارة ماركس هذه مجهولة بالنسبة لكثيرين.
رفض برنشتاين التعارض الذي أقامته الماركسية بين الاشتراكية والليبرالية، حيث عرف الاشتراكية بأنها «ليبرالية منظمة». وادعى بأن لدى الديمقراطيين الاشتراكيين والديمقراطيين الليبراليين أرضية مشتركة يمكن الاستناد إليها لإقامة «جمهورية اشتراكية».
أعلن برنشتاين بأن الديمقراطية الاشتراكية لا تطمح لتدمير المجتمع المدني، ولا تطمح، أيضاً، لبناء الاشتراكية، منفصلةً عن المجتمع البرجوازي، بل تتطلع لتنظيم اشتراكي للمجتمع، بدلاً من التنظيم الرأسمالي القائم.
قبل برنشتاين باقتصاد مختلط لفترة طويلة على طريق الانتقال إلى الاشتراكية، يتألف من ملكيات عامة، وتعاونية، وخاصة، قبل أن تتطور تلك الأخيرة، من تلقاء نفسها، لتكتسب صفة تعاونية.
انتقدت كوكبة من رواد التنظير الماركسي الأوروبي مواقف برنشتاين وسموه «محرفاً»، وعلى رأسهم: الألماني كارل كاوتسكي، رفيق برنشتاين في الحزب، والذي كان يدعى بلقب «بابا الماركسية»، والألمانية-البولندية روزا لوكسمبورغ، وجورجي بليخانوف، أبو الماركسية الروسية. كان منتقدو برنشتاين يدينون مواقفه الإصلاحية بحجة أن مهمة الاشتراكيين الثوريين الحقيقية هي إسقاط الرأسمالية وليس إصلاحها.
رفض برنشتاين مواقف كاوتسكي وزملائه «الأرثوذكسية» واتهمها بإهمال ملاحظات ماركس حول إمكانية تطور الرأسمالية نحو الاشتراكية تدريجياً، عبر الديمقراطية البرلمانية. وبالمقابل، لم ينف كاوتسكي دور الديمقراطية، بل اعتبر أن «ديكتاتورية البروليتاريا» هي مجرد تسمية لحالة تنشأ بعد الثورة الاشتراكية، وليست حكومة ترفض الديمقراطية كما كان يشاع.

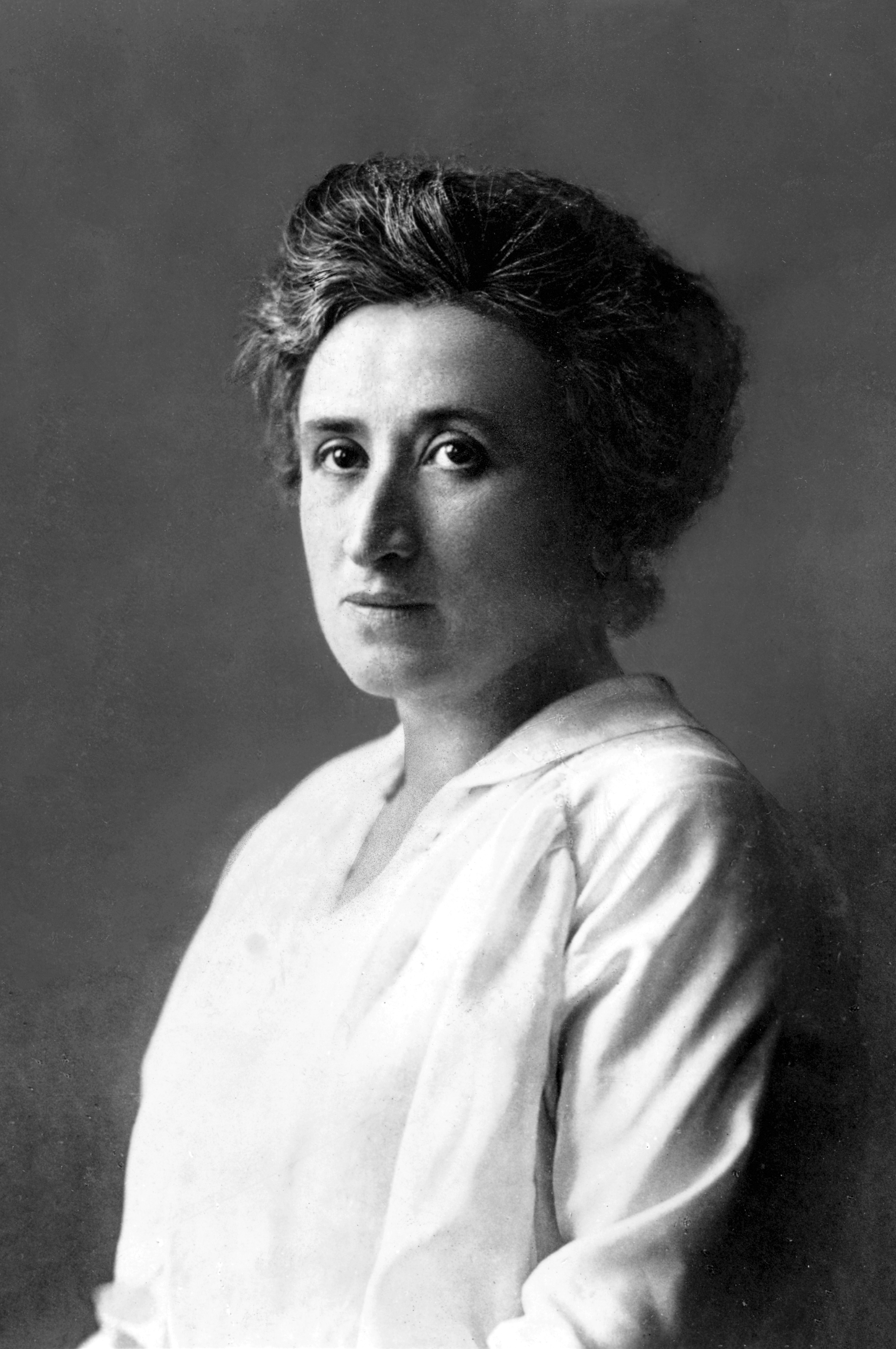
روزا لوكسمبورغ

أدانت روزا لوكسمبورغ، ممثلة الاشتراكية الثورية داخل الحركة الديمقراطية الاشتراكية، مواقف برنشتاين الإصلاحية، مدعية بأن سنوات غربته في بريطانيا جعلته يفقد الألفة مع الوضع في ألمانيا، حيث كان يدعو إلى «الاشتراكية التدريجية». وسعت لوكسمبورغ جاهدة للحفاظ على الديمقراطية الاشتراكية كتيار ثوري ماركسي.

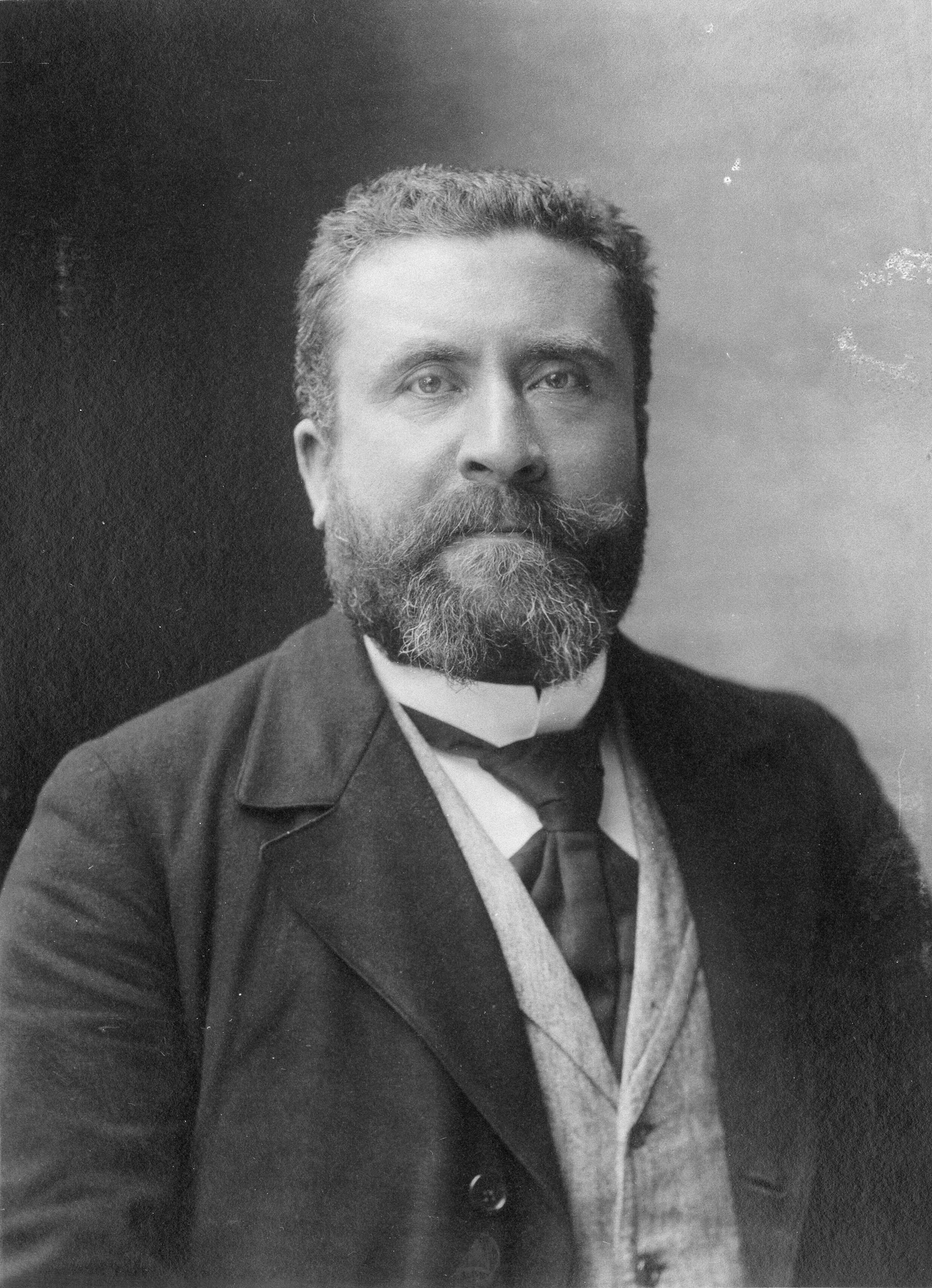
جان جوريس

حاول أنجلز عام 1895، في مقدمته لكتاب ماركس «الصراع الطبقي في فرنسا» أن يرأب الصدع بين الثوريين والإصلاحيين في الحركة الماركسية. حيث أعلن بأنه يؤيد تكتيكات انتخابية قصيرة الأمد، تتضمن تدابير اشتراكية تدريجية، مع الإبقاء على التزامه بالاشتراكية الثورية. وعلى الرغم من محاولته لدمج التدريجية مع الثورة، ساهمت مواقفه هذه بتعزيز مواقف الإصلاحيين، إذ أدت تصريحاته في صحيفة «لو فيغارو» الفرنسية إلى تعزيز التصور العام بأنه كان يتجه نحو الاشتراكية التدريجية، حيث أكد بأن «الثورة» و«ما يسمى بالمجتمع الاشتراكي» ليسا مفهومين ثابتين، بل ظواهر اجتماعية متغيرة باستمرار. وقال إن هذا يجعلنا جميعاً (أي الاشتراكيين) من أنصار التدريجية. حيث اعتبر أنه لمن «الانتحار» الحديث عن الاستيلاء الثوري على السلطة من قبل البروليتاريا، في الوقت الذي تتيح فيه الظروف التاريخية الطرق البرلمانية للسلطة، كما توقع وصول الديمقراطيين الاشتراكيين إلى السلطة بحلول عام 1898، على أقل تقدير. أحدثت مواقف أنجلز، الذي قبل علناً بالتكتيكات التدريجية والبرلمانية، ارتباكاً كبيراً داخل الحركة الماركسية.
ادعى برنشتاين بأن تنبؤات ماركس عن انهيار الرأسمالية نتيجة تناقضاتها الداخلية لم تكن تتحقق، حيث، بحلول التسعينات من القرن التاسع عشر، كان هنالك القليل من الأدلة التي ترجح حدوث ذلك.
هيمن سجال الإصلاح والثورة على مؤتمر هانوفر للحزب الديمقراطي الاشتراكي الألماني عام 1899، واحتل مكاناً بارزاً في فرنسا بعد انضمام عضو الحزب الاشتراكي الفرنسي، ألكسندر ميلراند، إلى حكومة رئيس الوزراء الفرنسي فالديك روسو الليبرالية. استفزت تصرفات ميلراند غضب الاشتراكيين الثوريين في الأممية الثانية، المنظمة الدولية التي جمعت الأحزاب الديمقراطية الاشتراكية. ورداً على ذلك، أعلن مؤتمر باريس للأممية الثانية المنعقد عام 1900 حلاً للنزاع من خلال مشروع قرار صاغه كاوتسكي، أعلن من خلاله أن الاشتراكيين عموماً لا ينبغي لهم الاشتراك بحكومات غير اشتراكية، إلا في حال الضرورة، من أجل «المحافظة على مكتسبات الطبقة العاملة».
كان جان جوريس، الماركسي الإصلاحي، من الشخصيات البارزة التي أثرت في الديمقراطية الاشتراكية. عارض جوريس، في مؤتمر الأممية الثانية عام 1904، الماركسي الأرثوذكسي أوغست بيبل، معلم كاوتسكي، لترويجه لتكتيكات اشتراكية أحادية. اعتبر جوريس أنه لا يوجد برنامج اشتراكي واحد قابل للتطبيق في جميع البلدان على ذات القدر، بسبب اختلاف النظم السياسية من بلد إلى آخر. حيث قارن جوريس بين التأثير الكبير للاشتراكية في فرنسا، بسبب نظامها الديمقراطي البرلماني، والتأثير المحدود للاشتراكية في ألمانيا، موطن بيبل، بسبب نظامها الاستبدادي ذو الديمقراطية البرلمانية المحدودة.

ألكسندر كيرينسكي

### الحرب العالمية الأولى والشقاق داخل الحركة العمالية العالمية

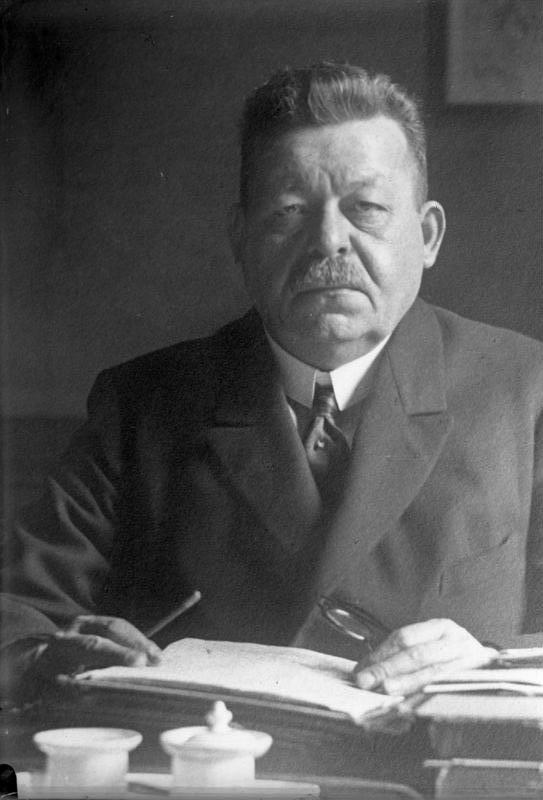
فريدريش إيبرت

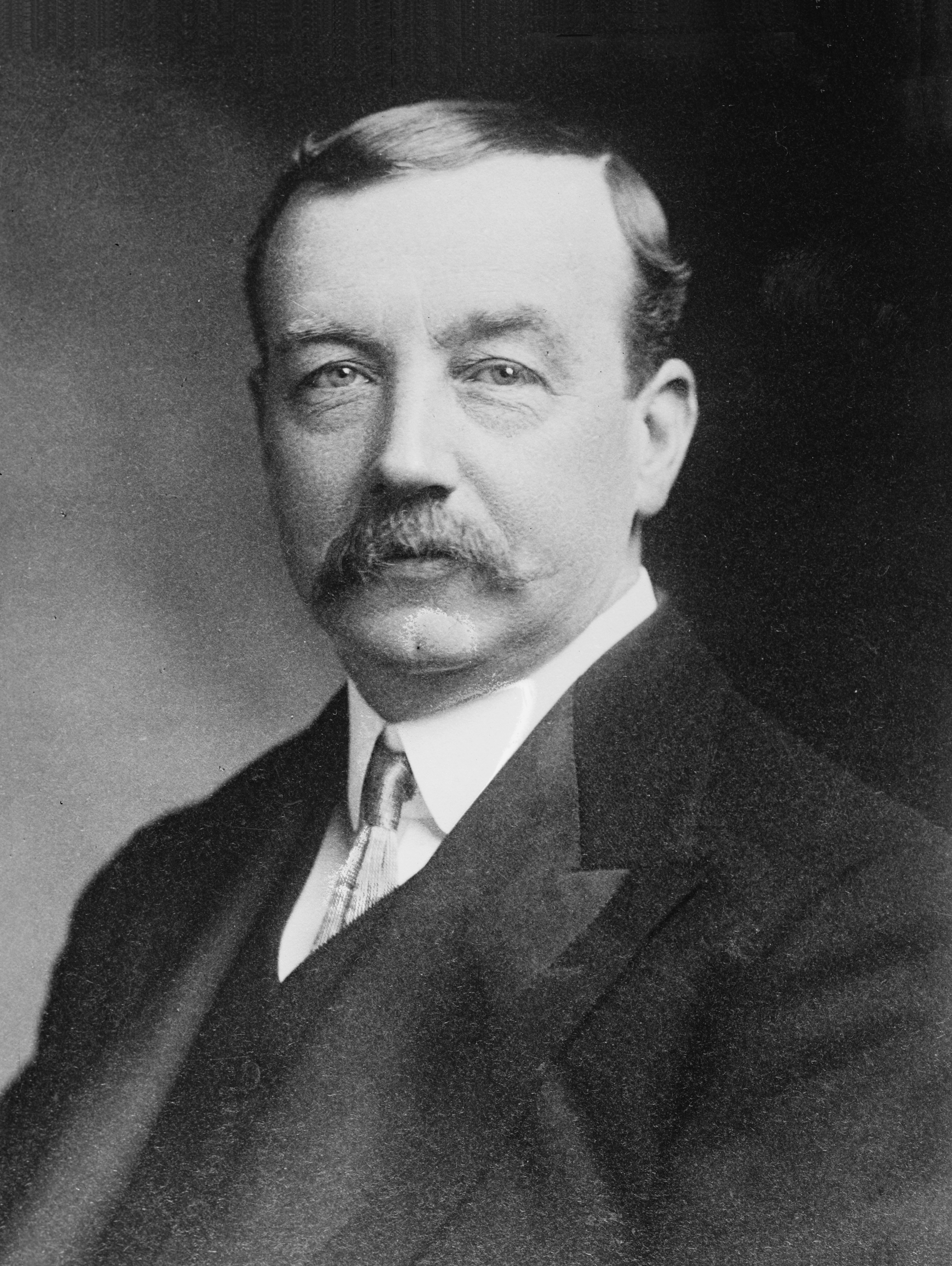
آرثر هندرسون

مع تصاعد التوتر بين القوى العظمى الأوروبية في نهاية القرن التاسع عشر وبداية القرن العشرين، تخوف برنشتاين من قيام حرب كبرى، نتيجة لسباق التسلح القائم بين ألمانيا والدول الأخرى. تحققت مخاوف برنشتاين باندلاع الحرب العالمية الأولى عام 1914.
سافر برنشتاين، مباشرة بعد اندلاع الحرب، إلى بريطانيا للقاء زعيم حزب العمال البريطاني، رامسي ماكدونالد. نظر برنشتاين لاندلاع الحرب باستياء شديد، وعلى الرغم من حالة الحرب بين بلدين، قام ماكدونالد بتكريمه خلال الاجتماع.
ورغم محاولات برنشتاين وغيره من الديمقراطيين الاشتراكيين تأمين وحدة الأممية الثانية، انهارت تلك الأخيرة نهائياً عام 1914، مع تأييد معظم الأحزاب الديمقراطية الاشتراكية الأوروبية لحكومات بلدانها في الحرب.
اعترض أعضاء الحزب الديمقراطي الاشتراكي الألماني، المعادون للحرب، على تخصيص موارد مالية لآلة الحرب الألمانية، ومع ذلك، أيد الحرب جناح قومي داخل قيادة الحزب، تضمن بالإضافة إلى آخرين فريدريش إيبرت، رئيس الحزب، وغوستاف نوسكه، وفيليب شيدمان بحجة أحقية ألمانيا بالدفاع عن أراضيها ضد خطر «الاستبداد القيصري» الروسي. كان موقفهم هذا يستند إلى تصريحات الحكومة الألمانية الكاذبة، التي ادعت أن السبب الوحيد لإعلان الحرب على روسيا، كان استعداد الأخيرة لغزو أقليم «بروسيا الشرقية» الألماني.
عارض جان جوريس تدخل فرنسا في الحرب، واتخذ موقفاً مناوئاً للحرب بشكل عام، إلا أنه سرعان ما اغتيل عام 1914.
اتصل برنشتاين بالماركسيين الأورثوذوكس في الحزب الديمقراطي الاشتراكي الألماني لحث الحزب على اتخاذ موقف مناوئ للحرب. حاول كاوتسكي وضع خلافته السابقة مع برنشتاين جانباً ليتمكن من الانضمام إلى القوى المعادية للحرب، ومن ثم أثنى عليه لدعوته المؤيدة للسلم قائلاً أنه على الرغم من أن برنشتاين كان قد أيد أشكالاً «مدنية» و«ليبرالية» من القومية في السابق، إلا أنه ما زال ملتزماً بموقفه الداعم للسلم، و«حاملاً للواء الأممية الديمقراطية الاشتراكية». ومع ذلك، وخلافاً لكل هذه الدعوات، بقيت قيادة الحزب متشبثة بموقفها القومي.
وفي بريطانيا، انقسم حزب العمال بخصوص الموقف من الحرب. كان رامزي ماكدونالد، قائد الحزب، واحداً من بضعة نواب بريطانيين كانوا قد نددوا بإعلان بريطانيا الحرب على ألمانيا. هوجم ماكدونالد من قبل الصحافة البريطانية التي اتهمته بالعمالة لألمانيا، التهمة التي نفاها. ورداً على انسلال مشاعر تأييد الحرب داخل حزب العمال، استقال ماكدونالد من قيادة الحزب، وربط نفسه بحزب العمال المستقل. وفيما بعد، انضم آرثر هندرسون، الزعيم الجديد لحزب العمال، الذي حل مكان ماكدونالد إلى حكومة الحرب البريطانية.
في عام 1917، أطاحت ثورة فبراير الروسية بالنظام القيصري، وقامت حكومة ائتلاف ليبرالية-اشتراكية بقيادة ألكسندر كيرينسكي، زعيم الحزب الاشتراكي الثوري. وعلى إثر ثورة فبراير، تمكن فلاديمير لينين، زعيم البلاشفة، وهم جناح اشتراكي ثوري معاد للحرب في الديمقراطية الاشتراكية الروسية، من العودة إلى روسيا من المنفى عبر ألمانيا. وقام لينين في طريق العودة بخط «أطروحات نيسان» الشهيرة التي دعا من خلالها رفاقه البلاشفة إلى تغيير اسم حزبهم من «حزب العمال الديمقراطي الاشتراكي الروسي (البلاشفة)»، إلى «الحزب الشيوعي الروسي (البلشفي)». هاجم لينين الزعماء الاشتراكيين الأوروبيين المؤيدين لبلدانهم في هذه الحرب «الأمبريالية»، وأعلن إفلاس الديمقراطية الاشتراكية والأممية الثانية. زار ماكدونالد الحكومة المؤقتة الروسية لإقناعها بالانسحاب الفوري من الحرب. إلا أن جهوده باءت بالفشل. هذا قبل أن تغرق روسيا بدوامة من العنف السياسي أدت بالنهاية إلى الإطاحة بالحكومة المؤقتة من قبل لينين وحزبه في ثورة أكتوبر. وعلى الرغم من أن ماكدونالد كان قد حذر من انتشار الفوضى والعنف السياسي الذي مارسه البلاشفة إبان صعودهم إلى السلطة، إلا أنه قدم لهم دعماً سياسياً حتى نهاية الحرب على أمل إحياء «أممية ديمقراطية». وفي بريطانيا، قام هندرسون، بمعونة من سيدني ويب، بتأليف دستور جديد لحزب العمال البريطاني عام 1918، اعتمدا من خلاله برنامجاً يسارياً لكي يكسبا تأييد الحزب الشيوعي الجديد كما توضح الفقرة الرابعة من الدستور الجديد. أما في ألمانيا، فاجتمع الاشتراكيون الألمان المعادون للحرب في حزب جديد دعوه بالحزب الديمقراطي الاشتراكي المستقل، الذي قاده هوغو هاس وضم يمينيين كبرنشتاين، ووسطيين ككاوتسكي، ويساريين راديكاليين كروزا لوكسمبورغ وكارل ليبكنخت الذين شاركا فيه كجزء من عصبة سبارتاكوس اليسارية، التي غادرت الحزب فيما بعد لتكون الحزب الشيوعي الألماني.
أثرت أصداء الإطاحة بالنظام القيصري في روسيا على الوضع في ألمانيا، حيث انتشرت في طول البلاد وعرضها إضرابات جماهيرية بدأت في أبريل 1917 نتيجة للنقص الحاد في الخبز. وقدر عدد المضربين في برلين بثلاثمائة ألف. كان المضربون يطالبون بالخبز، والحرية، والسلام، وبتشكيل مجالس عمال على غرار ما كان يجري في روسيا. قدم الحزب الديمقراطي الاشتراكي الألماني بمشاركة الحزب الكاثوليكي والتقدميين مشروعاً لقرار بالسلام يدعو إلى تنازلات لإنهاء حالة الحرب، وافق عليه أغلبية أعضاء الرايخستاغ (البرلمان الألماني). رفضت القيادة العليا الألمانية مشروع القرار، وتابعت عملياتها الحربية، إلا أنها وافقت على إنهاء حالة الصراع مع روسيا على الجبهة الشرقية، ووقعت إتفاقية بريست - ليتوفسك مع النظام البلشفي عام 1918.
وبحلول أواخر عام 1918، أمسى الوضع في ألمانيا ميئوساً منه، وتم الضغط على القيصر الألماني فيلهلم الثاني لإحلال السلام. عين القيصر حكومة جديدة ضمت أعضاءً من الحزب الديمقراطي الاشتراكي الألماني. وفي الوقت عينه، كانت البحرية الألمانية تستعد لوقفة أخيرة في وجه البحرية الملكية البريطانية. إلا أن البحارة الألمان رفضوا الانصياع للأوامر العليا، ودشنوا ما عرف «بتمرد كييل»، الذي أدى بدوره إلى اندلاع ثورة نوفمبر الألمانية (1918-1919). وعلى أثر مواجهة الثورة والهزيمة العسكرية، استقال المستشار الألماني، وتسلم المنصب بدلاً منه فريدريش أيبرت. ثم تنازل فيلهلم الثاني بعد ذلك على الفور عن العرش. رفضت القيادة العليا الألمانية إنهاء الحرب، واستقال أعضائها بول فون هيندينبيرغ وإيريك لودندورف، لحفظ ماء الوجه، ولترك أيبرت وحزب الأغلبية في الرياخستاغ، الحزب الديمقراطي الاشتراكي، يتحملا مسؤولية خسارة الحرب وتوقيع إتفاقية السلام التي أضحى لا مفر منها. أعلن إيبرت الجمهورية، ووقع الهدنة التي أنهت الحرب العالمية الأولى في 11 نوفمبر 1918.
وبعد حل الأممية الثانية عام 1916، وانقسام الأحزاب الديمقراطية الاشتراكية حول الموقف من الحرب، انشقت جميع التيارات الثورية عن الأحزاب الديمقراطية الاشتراكية وأسست أحزاباً شيوعية في بلدانها تحت مظلة المنظمة الأممية الثالثة، أو الأممية الشيوعية (كومنترن) التي تأسسست عام 1919.
واجهت الحكومة الألمانية الجديدة بقيادة إيبرت عنفاً سياسياً من قبل عصبة سبارتكوس، الحركة التي أصبحت لاحقاً نواة الحزب الشيوعي الألماني. أسفرت التوترات بين الحزب الديمقراطي الاشتراكي من جهة، واليساريين في الحزب الديمقراطي الاشتراكي المستقل والحزب الشيوعي من جهة أخرى، نتيجة لرفض إيبرت إجراء إصلاح فوري للجيش الألماني عن «انتفاضة يناير». تمكن الشيوعيون من حشد مظاهرات عمالية ضخمة، وسيطروا على عدد من المباني الحكومية في برلين. وفي تلك الأثناء، سحب الحزب الديمقراطي الاشتراكي المستقل تأييده للانتفاضة، لكن الشيوعيون استمروا بالثورة. استعان إيبرت، ووزير دفاعه غوستاف نوسكه بميليشيات يمينية، كات تدعى «فريكوربس» لسحق الانتفاضة العمالية، مما أدى إلى مقتل قادة الحزب الشيوعي لوكسمبورغ وليبكنخت على أيدي الفريكوربس، وقمع انتفاضة يناير. انتخب إيبرت رئيساً للجمهورية، وحصد الحزب الديمقراطي الاشتراكي الألماني أغلبية المقاعد في انتخابات الجمعية الوطنية الجديدة، الذي شكل ائتلاف حكومي مع الليبراليين. إلا أن الحزب الديمقراطي الاشتراكي المستقل، الذي تمكن من جمع 7% فقط من الأصوات، رفض تأييد الحكومة الجديدة رداً على الفظائع التي ارتكبتها الفريكوربس المفوضة من قبلها.
ونظراً للاضطرابات في برلين، تمت عملية كتابة الدستور الجديد للجمهورية الألمانية في مدينة فايمر. تعاون إيبرت مع الأعضاء الليبراليين في حكومته الائتلافية من أجل إنجاح عملية كتابة الدستور. وسعى أيضاً لبدء برنامج تأميم لبعض أجزاء الاقتصاد الألماني.
تراجعت شعبية الحزب الديمقراطي الاشتراكي بشكل كبير، نتيجة لقبول الحكومة الألمانية بالشروط القاسية التي فرضتها معاهدة فيرساي عام 1919. مما أدى إلى انخفاض كبير في حصته من الأصوات في الانتخابات البرلمانية لعام 1919.

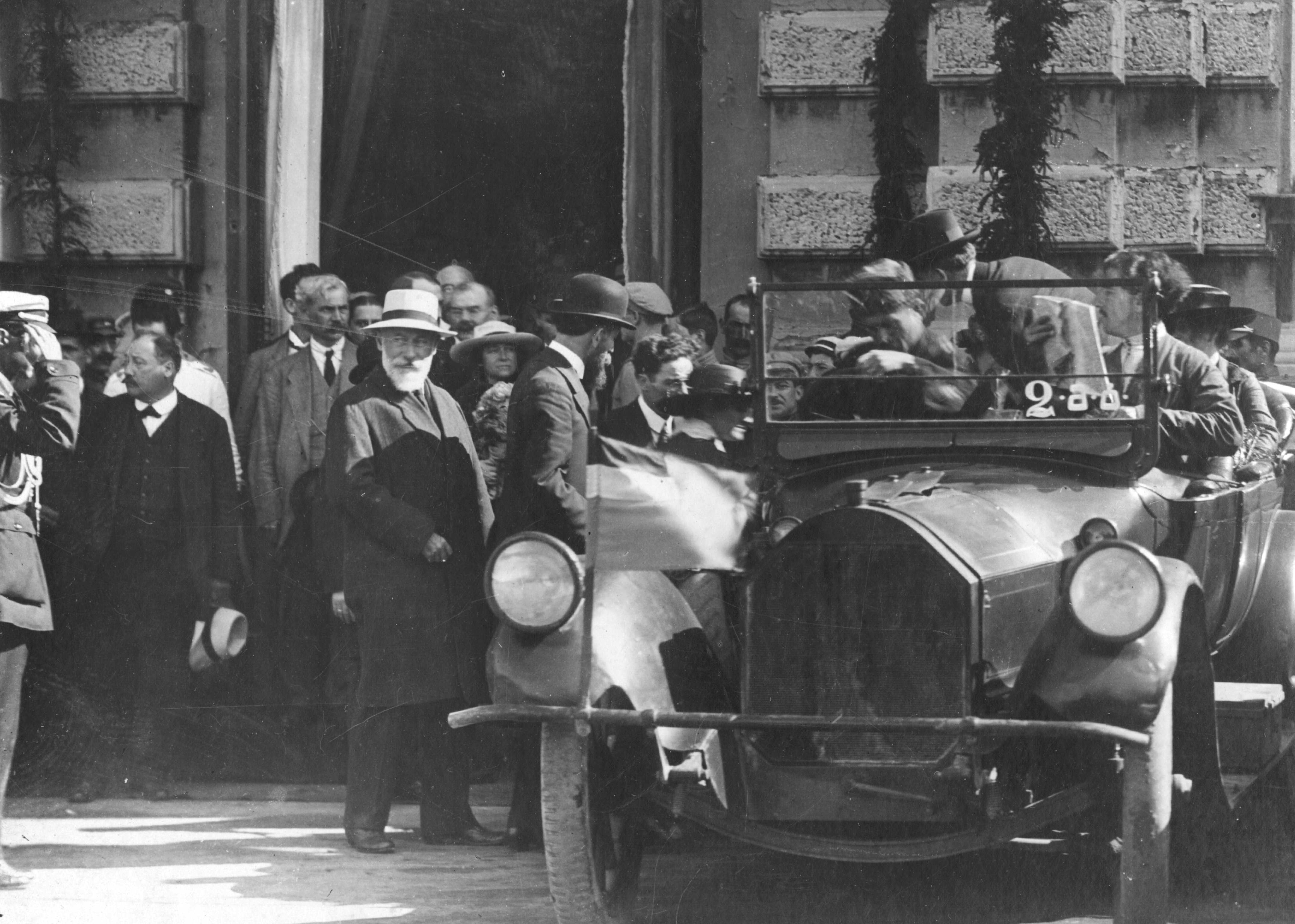
نوي زوردانيا، الرجل ذو اللحية والقبعة البيضاء

وبعد انتهاء الحرب، تمت إعادة تنظيم الأممية الثانية، التي اجتمعت في مدينة برن السويسرية. إلا أن العديد من الأحزاب الديمقراطية الاشتراكية رفضت الانضمام إليها، وفضلت، بدلاً من ذلك، تأسيس أممية جديدة عام 1921، دعيت بأممية فيينا. اتخذت أممية فيينا موقفاً وسطاً ما بين الديقراطيين الاشتراكيين الإصلاحيين من جهة، والشيوعيين الثوريين من جهة أخرى. وأجرت عدة مفاوضات في سبيل المصالحة ما بين جناحي الحركة العمالية العالمية. إلا أن أزمة جورجيا، التي اندلعت عام 1921، حالت دونها. كانت جورجيا قد أعلنت استقلالها التام عن روسيا عام 1918، وقامت فيها حكومة ديمقراطية اشتراكية برئاسة نوي زوردانيا. تم تعطيل الاجتماع التأسيسي لأممية فيينا بعد وصول برقية من زوردانيا يقول فيها بأن جورجيا كانت تتعرض لغزو من قبل روسيا البلشفية. رفض المندوب البلشفي في الاجتماع تصديق ذلك، وغادر سعياً للحصول على تأكيد من قادته، إلا أنه لم يعد فور سماعه له. طالب المناشفة، الأعضاء بأممية فيينا، بإدانة فورية للعدوان الروسي على جورجيا، أما الديمقراطيون الاشتراكيون المستقلون الألمان، الأعضاء فيها أيضاً، فدعوا إلى توخي الحذر والتريث. انتهك الغزو الروسي معاهدة عدم الاعتداء الموقعة بين لينين وزوردانيا، تماماً، كما انتهك سيادة جورجيا، بضمها مباشرة إلى روسيا السوفيتية.
تفاقمت حدة الخلافات ما بين الديمقراطيين الاشتراكيين والشيوعيين البلاشفة إلى نقطة اللاعودة مع قمع البلاشفة لانتفاضة كرونشتاد والتسبب بالمجاعة الروسية لعام 1921. قام الديمقراطيين الاشتراكيين الروس بتوزيع منشورات تدعو إلى إضراب عام لإسقاط النظام البلشفي. فردت السلطات البلشفية بعنف على المتمردين الديمقراطيين الاشتراكيين، وألقت ببعضهم في المعتقلات، وأعدمت معظمهم.

### مرحلة ما بين الحربين وصعود الفاشية
اتحد الديمقراطييون الاشتراكيون عام 1923 لتشكيل منظمة أممية جديدة، دعيت «بالأممية العمالية والاشتراكية»، والتي تمخضت عن اندماج أمميتي بيرن وفيينا سويةً، واتخذت مدينة هامبورغ الألمانية مقراً لها. أعلنت الأممية الجديدة بأن جميع الأحزاب المنضوية تحتها ستتخذ القرارات التي تتعلق بشؤون بلدانها بنفسها، بينما ستكون معالجة القضايا الدولية من شأن الأممية ذاتها. تناولت الأممية مسألة صعود الفاشية، واعتبرت نفسها معادية للفاشية. وعقب اندلاع الحرب الأهلية الإسبانية، التي خاضتها الحكومة اليسارية الإسبانية، المنتخبة ديمقراطياً، في مواجهة قوات الجنرال اليميني فرانسيسكو فرانكو، أعلنت أممية هامبورغ ليس فقط تأييدها للحكومة الإسبانية، بل تأييدها، أيضاً، لحق تلك الأخيرة في شراء السلاح لمواجهة فرانكو، وخاصة بعد الدعم الذي تلقاه من إيطاليا الفاشية، وألمانيا. وأعلنت الأحزاب المنضوية تحت أممية هامبورغ، هي الأخرى، تأييدها للجمهورية الإسبانية، بمن فيهم حزب العمال البريطاني. إلا أن الأممية تعرضت لنقد من هم على اليسار، لفشلها في وضع خطابها المعاد للفاشية، حيز التنفيذ على الأرض.
رفض الكومنترن، الذي كان يرزح تحت وطأة السيطرة الستالينية بعد عام 1924، أي تعاون مع الديمقراطيين الاشتراكيين ووسمهم بتسمية «الاشتراكيين الفاشيين».
لم تنجح سياسة «الجبهات الشعبية»، التي نادى بها ستالين بعد أن عدل موقفه قليلاً، والتي تدعو إلى التعاون المؤقت بين الشيوعيين والديمقراطيين الاشتراكيين، في منع صعود الفاشية واندلاع الحرب العالمية الثانية.
أدى انهيار سوق الأسهم عام 1929 إلى أزمة اقتصادية في الولايات المتحدة الأمريكية، انتشرت فيما بعد في مختلف أنحاء العالم، وعرفت بالكساد الكبير. اعترفت عدة حكومات، نتيجة انخفاض معيار الذهب وتفشي البطالة، بضرورة تدخل الدولة في الاقتصاد للحد من البطالة وتحقيق الاستقرار في الأسعار. كما تكلمت الأحزاب الديمقراطية الاشتراكية عن حاجة ماسة لاستثمارات ضخمة في مشاريع البنى التحتية لتخفيض البطالة، وخلق رقابة اجتماعية على تدفق الأموال، فضلاً عن ضرورة التخطيط الاقتصادي. بائت محاولات الأحزاب الديمقراطية الاشتراكية في تنفيذ الإصلاحات الاقتصادية بالفشل، نتيجة لعدم الاستقرار السياسي المتفشي إبان حقبة الثلاثينات. فحزب العمل البريطاني كان منقسماً حول هذه السياسات، بينما لم يملك الحزب الديمقراطي الاشتراكي الألماني الوقت الكافي لتطبيقها، نتيجة صعود أدولف هيتلر والحزب النازي إلى السلطة، وتعطيلهم للديمقراطية البرلمانية في ألمانيا.

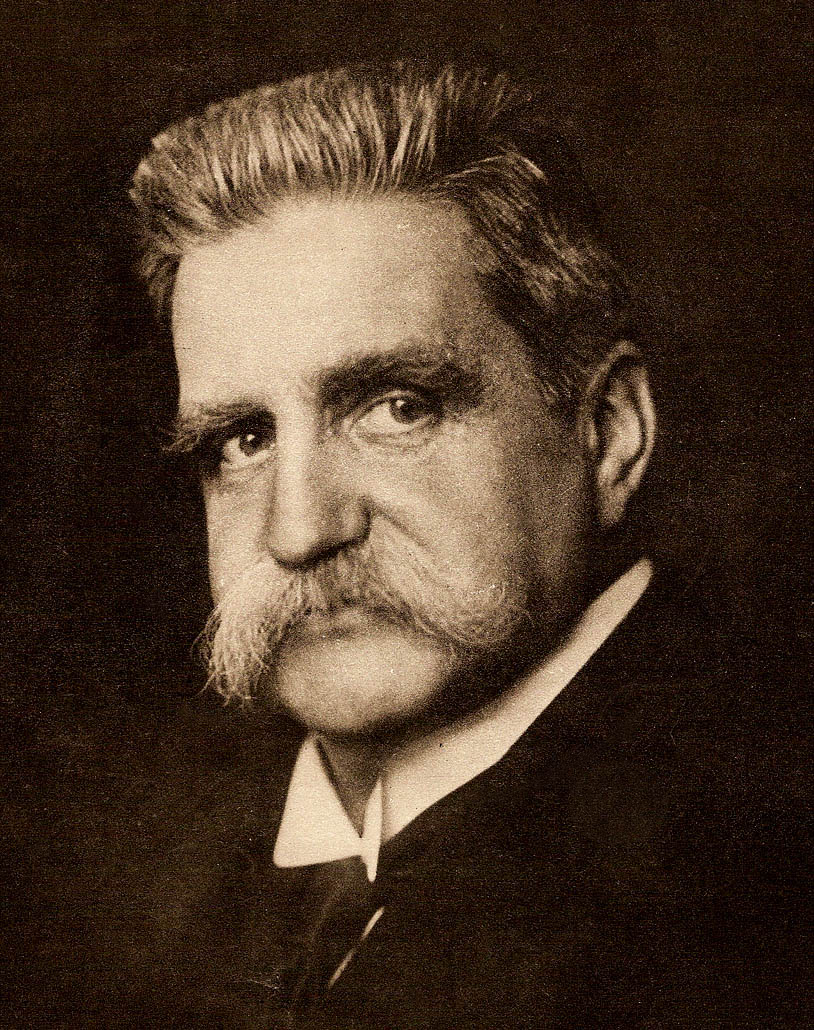
كارل هايلمار برانتينج، رئيس الوزراء السويدي في الأعوام 1920، 1921-1923، 1924-1925

حصلت تطورات كبيرة في الديمقراطية الاشتراكية، مع تحقيق عدة أحزاب ديمقراطية اشتراكية انتصارات انتخابية في الدول الإسكندنافية، لا سيما الحزب الديمقراطي الاشتراكي السويدي، الذي حصد أغلبية الأصوات في الانتخابات السويدية لعام 1920. شكل الحزب على اثر فوزه حكومة أقلوية، وشكل، أيضاً، ما سمي «بلجنة التشريك». التي أعلنت بدورها تأييدها لاقتصاد مختلط يجمع ما بين المبادرة الخاصة والملكية الاجتماعية. وافقت اللجنة على تشريك «جميع الموارد الطبيعية اللازمة، المؤسسات الصناعية، المؤسسات الإنمائية، النقل، وطرق المواصلات»، التي سوف تنقل تدريجياً إلى الدولة. فيما سمحت بالملكية الخاصة خارج هذه القطاعات.
في عام 1922، عاد رامزي ماكدونالد لقيادة حزب العمال البريطاني. ونجح الحزب في الانتخابات عام 1924، إلا إنه احتاج لدعم الليبراليين للحصول على الأغلبية في البرلمان وللتمكن من تشكيل الحكومة. اتهم معارضو حزب العمال الحزب بتعاطفه مع الشيوعيين. رد ماكدونالد على هذه الادعاءات من خلال تأكيده على التزام الحزب بالإصلاح التدريجي، ومعارضته العلنية للجناح الراديكالي داخل الحزب. كان ماكدونالد يعرف أن أي محاولة لتمرير تشريع اشتراكي ستشكل خطراً على الحكومة الجديدة، لأنها ستلقى معارضة من قبل الليبراليين والمحافظين، الذين يشكلون سوياً، الأغلبية في البرلمان.
وبعد تعافي الاقتصاد البريطاني من أزمة 1921-1922، طالبت النقابات العمالية بوقف عمليات تقليص الأجور. لم تكن تلك النقابات راضية عن أداء حكومة ماكدونالد، فدشنت عدة إضرابات، وكادت أن تصطدم مع الحكومة، مما عكر العلاقة بينها وبين حكومة ماكدونالد. أما خطوة ماكدونالد الأكثر إثارة للجدل فكانت الاعتراف بالاتحاد السوفيتي في فبراير 1924. حيث استخدمتها الصحافة المحافظة، وخاصة صحيفة "Daily Mail"، للترويج «للخطر الأحمر»، مدعية أن حزب العمال كان موالياً للبلاشفة.
خسر حزب العمال الانتخابات، التي جرت في نفس العام، لصالح المحافظين. إلا أنه استطاع أن يحافظ على استقراره، تحت قيادة ماكدونالد، الذي أصدر برنامجاً جديداً للحزب عام 1928، تحت اسم (العمل والأمة). عاد الحزب إلى السلطة عام 1929، غير أنه واجه كارثة اقتصادية تمثلت بانهيار سوق الأسهم.

### ما بعد الحرب العالمية الثانية
تخلت الأحزاب الديمقراطية الاشتراكية عن ما تبقى لها من أرث ماركسي بعد انتهاء الحرب، وشكلت أممية جديدة خاصة بها (الدولية الاشتراكية) عام 1951.
بدأت تلك الأحزاب بالإحاطة بالفكر الاشتراكي الليبرالي وتبنت سياسات تدخل الدولة في الاقتصاد لمنع الأزمات وبناء دولة الرفاهية، مقابل نموذج التخطيط المركزي الذي تبنته دول الكتلة الشرقية.
أنجزت أحزاب الديمقراطية الاشتراكية إصلاحات عديدة في بلدان أوروبا الغربية والشمالية وحققت نجاحات انتخابية باهرة.

### النيوليبرالية والطريق الثالث وانهيار المنظومة الاشتراكية
طرحت رئيسة الوزراء البريطانية مارغريت ثاتشر أسس النيوليبرالية عام 1979 التي شككت بأي دور تدخلي للدولة في الاقتصاد. أيدها فيما بعد الرئيس الأمريكي رونالد ريغن مما دشن حملة نيوليبرالية عالمية عكست معظم الإصلاحات الديمقراطية الاشتراكية.
اتبعت الأحزاب الديمقراطية الاشتراكية سياسات جديدة، كرد على النيوليبرالية، أسمتها ب«الطريق الثالث»، والتي تقوم على التأكيد على المزيد من التدريجية والتطورية وأخذ موقف وسط ما بين الاشتراكية والرأسمالية.
رفض بعض الديمقراطييون الاشتراكييون الطريق الثالث، واعتبروه قبولاً صريحاً بالنيوليبرالية، مما صدع وحدة هذه الأحزاب وأدى إلى شق بعضها.
استبدل عدد من الأحزاب الشيوعية، بعد انهيار الاتحاد السوفيتي عام 1991، إيديولوجيته الماركسية – اللينينة بالديمقراطية الاشتراكية. كالحزب الشيوعي الإيطالي.

## الإنجازات
تُبنَّيت سياسات ديمقراطية اجتماعية لأول مرة في الإمبراطورية الألمانية بين ثمانينات وتسعينيات القرن التاسع عشر، وذلك عندما طبّق المستشار المحافظ أوتو فون بسمارك العديد من المقترحات للرعاية الاجتماعية التي اقترحها الاشتراكيون الديمقراطيون في البداية لعرقلة نجاح الحزب الانتخابي بعد أن وضع قوانين مناهضة للاشتراكية واضعًا بذلك حجر الأساس لأول دولة رفاهية حديثة. أُطلق على هذه السياسات اسم اشتراكية الدولة من قبل المعارضة الليبرالية، واتُفق على المصطلح في وقت لاحق وأُعيد تخصيصه من قبل بسمارك. كانت اشتراكية الدولة مجموعة من البرامج الاجتماعية التي طُبِّقت في ألمانيا والتي بدأها بسمارك في عام 1883 كتدابير علاجية لإرضاء الطبقة العاملة وتقليل الدعم للاشتراكية والديمقراطيين بعد المحاولات السابقة لتحقيق نفس الهدف من خلال قوانين بسمارك المناهضة للاشتراكية.
جرى تبني سياسات مماثلة في وقت لاحق في معظم أوروبا الغربية، ومن ضمنها فرنسا والمملكة المتحدة، مع تبني الأحزاب الاشتراكية والليبرالية لهذه السياسات. دعمت الحركة التقدمية في الولايات المتحدة، وهي حركة ديمقراطية اجتماعية مماثلة تتأثر في أغلب الأحيان بالليبرالية الاجتماعية بدلاً من الاشتراكية، الليبراليين التقدميين مثل الرئيسين الديمقراطيين وودرو ويلسون وفرانكلين روزفلت الذي تبنت برامجه (برنامج الحرية الجديدة والصفقة الجديدة) العديد من السياسات الديمقراطية الاجتماعية. أصبحت التدخلات والتأميمات الاقتصادية أكثر شيوعًا في جميع أنحاء العالم بالإضافة إلى الكساد الكبير، وشهد الوفاق ما بعد الحرب (1945-1973) سياسات كينزية ديمقراطية اجتماعية واقتصادية مختلطة، وأدى ذلك إلى حدوث ازدهار ما بعد الحرب العالمية الثانية التي شهدت فيها الولايات المتحدة والاتحاد السوفيتي ودول غرب أوروبا وشرق آسيا نموًا اقتصاديًا عاليًا ومستداماً بشكل غير عادي إلى جانب العمالة الكاملة.
شملت هذه الفترة من النمو الاقتصادي العالي والتنمية الوطنية أيضًا العديد من البلدان التي دمرتها الحرب خلافًا للتنبؤات المبكرة، وتتضمن هذه البلدان اليابان (المعجزة الاقتصادية اليابانية في فترة ما بعد الحرب) وألمانيا الغربية والنمسا (المعجزة الاقتصادية) وكوريا الجنوبية (معجزة نهر هان) وفرنسا (الثلاثين المجيدة) وإيطاليا (المعجزة الاقتصادية الإيطالية) واليونان (المعجزة الاقتصادية اليونانية). 
أصبحت دولة الرفاهية الاجتماعية الديمقراطية في موضع شك بعد أزمة الطاقة في سبعينيات القرن العشرين، والتخلي عن كل من المعيار الذهبي ونظام بريتون وودز إلى جانب السياسات الكينزية الديمقراطية الاجتماعية، وسياسات الاقتصاد المختلطة وتطبيق السياسات الموجهة نحو السوق والنقدية والنيوليبرالية (الخصخصة وإلغاء القيود والتجارة الحرة والعولمة الاقتصادية والسياسة المالية المناهضة للتضخم من بين أمور أخرى). تسبب هذا في تبني الأحزاب الاجتماعية الديمقراطية إيديولوجية الطرف الخارجي، وهي إيديولوجية وسطية تجمع بين التقدمية والليبرالية الاجتماعية مع الليبرالية الجديدة.
أثار الركود الكبير في أواخر عام 2000 وأوائل عام 2010 الشكوك حول ما يسمى اتفاق واشنطن، وتلت ذلك الاحتجاجات ضد تدابير التقشف، فتسبب ذلك في عودة الأحزاب والسياسات الديمقراطية الاجتماعية وخاصة في الولايات المتحدة والمملكة المتحدة وبروز السياسيين مثل بيرني ساندرز وجيريمي كوربين (الذين رفضوا إيديولوجية الطرف الخارجي) بعد ما تسبب به الركود الاقتصادي في بسكنة العديد من الأحزاب الديمقراطية الاجتماعية.
يُظهر تقرير السعادة العالمي الخاص بالأمم المتحدة أن أسعد الدول هي تلك الديمقراطية الاجتماعية وخاصة في شمال أوروبا حيث يهيمن نموذج الشمال الأوروبي، ويُعزى ذلك في بعض الأحيان إلى نجاح هذا النموذج في المنطقة حيث سيطرت أحزاب اشتراكية ديمقراطية وعمالية واجتماعية ديمقراطية مماثلة على المشهد السياسي في المنطقة، ووضعت حجر الأساس لدول الرفاهية العالمية في القرن العشرين. احتلت بلدان الشمال الأوروبي، بما في ذلك الدنمارك وفنلندا وأيسلندا والنرويج والسويد بالإضافة إلى غرينلاند وجزر فارو، المرتبةَ الأولى في مقاييس نصيب الفرد من إجمالي الناتج المحلي الحقيقي والمساواة الاقتصادية والصحة العامة ومتوسط العمر المتوقع ووجود شخص يمكن الاعتماد عليه والحرية لانتقاء خيارات الحياة والكرم ونوعية الحياة والتنمية البشرية، وذلك في حين تسجيل البلدان التي تمارس شكلاً نيوليبراليًا من الحكومة نتائج سيئة نسبيًا.
أدرجت تقارير مشابهة الدول الاسكندنافية وغيرها من الدول الديمقراطية الاجتماعية على أنها تحتل المرتبة الأولى في مؤشرات مثل الحريات المدنية والديمقراطية والصحافة والعمل والحريات الاقتصادية والسلام والتحرر من الفساد . تشير العديد من الدراسات والمسوحات إلى ميل الناس إلى العيش حياة أكثر سعادة في البلدان التي تحكمها الأحزاب الديمقراطية الاجتماعية، وذلك مقارنة بالدول التي تحكمها الحكومات النيوليبرالية أو الوسطية أو اليمينية.

## بعض النماذج الديمقراطية الاشتراكية
- النموذج الإسكندينافي (النرويج – السويد).
- الاقتصاد الألماني الغربي في عهد المستشار فيلي برانت (اقتصاد السوق الاجتماعي).
- منطقة الشرق الأوسط: إسرائيل.[16][17][18][19]

## بعض الديمقراطيين الاشتراكيين
- لويس إيناسيو لولا دا سيلفا[20]
- فيلي براندت
- ليون بلوم
- فرانسوا أولاند

## مواضيع ذات صلة
- اقتصاد السوق
- ليبرالية اجتماعية
- اشتراكية ليبرالية
- مجتمع مدني
- الحزب الديمقراطي الاشتراكي الألماني
- اقتصاد السوق الاجتماعي